# Magyar Suzuki
Koordinaten: 47° 46′ 1″ N, 18° 44′ 59″ O

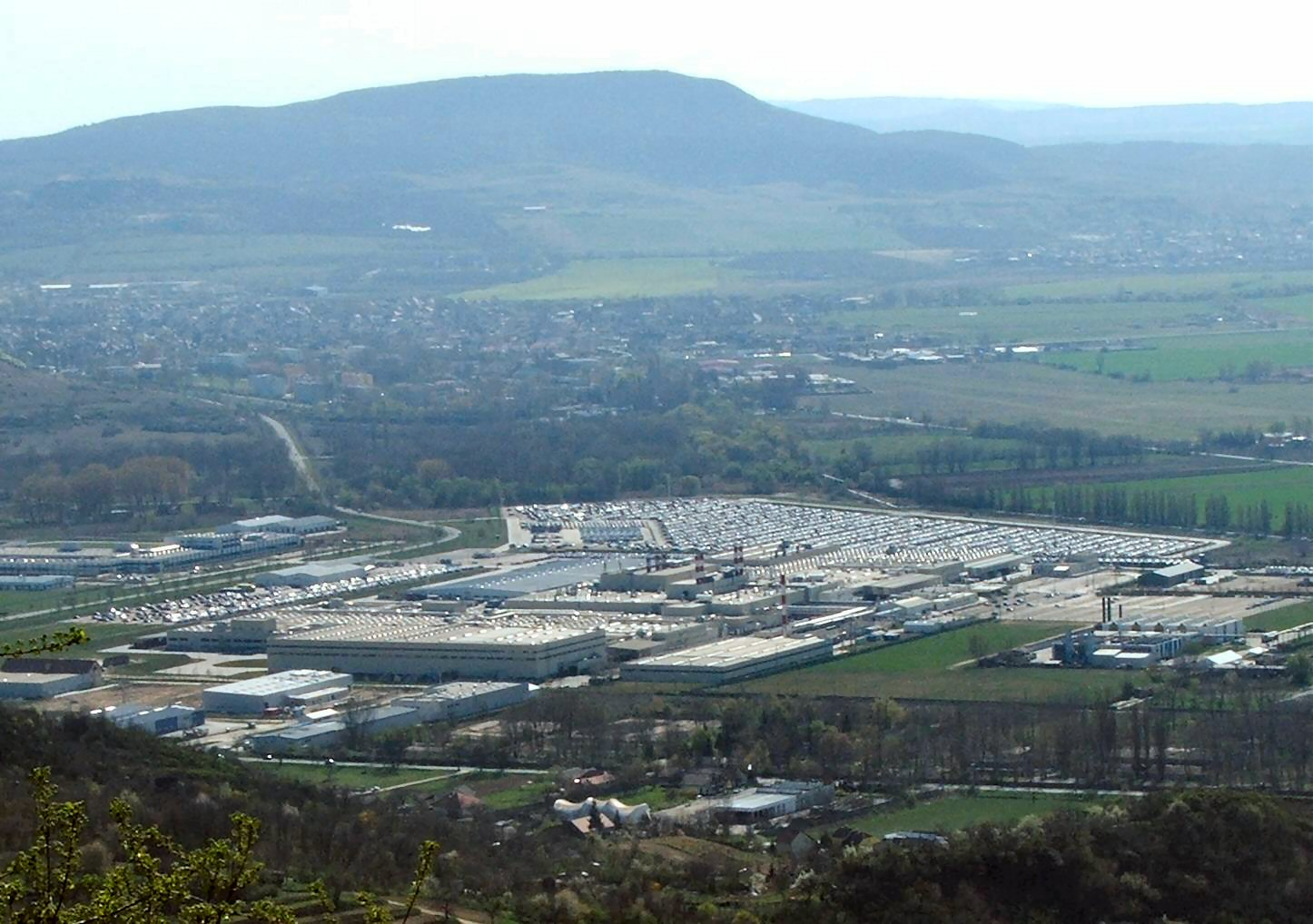
Foto des Suzuki-Werkes in Esztergom.

Magyar Suzuki Zrt. ist ein Automobilhersteller mit Sitz im ungarischen Esztergom. Beteiligt waren neben Suzuki (40 Prozent) auch C. Itoh (11 Prozent) und die International Financial  Corporation (9 Prozent).

## Geschichte
Bereits ein Jahr nach dem Produktionsstart waren mehr als 10.000 Einheiten des Suzuki Swift verkauft. Damit galt der Suzuki Swift in diesem Jahr als das meistverkaufte Pkw-Modell in Ungarn. Anlässlich des Erfolgs hatte das Werk den Viertürer mit in das Programm aufgenommen. Bis dahin hatte es den Swift hier nur als Fünftürer gegeben, der in der Kompaktklasse angesiedelt war. Das neue Stufenheckmodell dagegen rangierte in der unteren Mittelklasse. Die wichtigsten Konkurrenten seinerseits waren der Mazda 323, der Toyota Corolla und der Nissan Sunny. Von europäischen Herstellern gab damals noch keine ernst zu nehmende Konkurrenz in diesen Segmenten. Zur selben Zeit begann das Werk mit der Montage der europäischen Version des Suzuki Alto. Die Fahrzeugteile für diesen bezog man weitgehend vom indischen Automobilhersteller Maruti. Lediglich kleinere Komponenten wie die Stoßstangen, Außenspiegel und die Innenausstattung wurden in Europa hergestellt. Maruti sollte sich damit für die nächsten 15 Jahren nur noch der Produktion rechtsgelenkter Einheiten widmen.
Im Laufe des Jahres 1994 nahm Magyar Suzuki dann auch den Export seiner Fahrzeuge auf, um eine möglichst hohe Auslastung des Werks zu erreichen. Als erste Länder wurden die Volksrepublik China, Taiwan, Italien und die Niederlande beliefert. Etwa 25.000 Einheiten wurden 1994 produziert.
Seit 1995 ist der Marktanteil des Herstellers in Ungarn wegen der gestiegenen Konkurrenz auf 20 % gesunken. Ein Jahr später erhielt das Werk die Zertifizierung nach der QM-Norm ISO 9002. Noch im selben Jahr rollte in Esztergom der 100.000 ungarische Suzuki vom Band. Als neustes Modell war der Subaru Justy dazugekommen, der weitgehend mit dem Schrägheck des Swift identisch ist.
Um den sinkenden Verkaufszahlen, ausgelöst durch Pressemitteilungen über schlechte Verarbeitungsqualität und den Ruf als Mängelzwerg entgegenzuwirken, sah sich Suzuki dazu gezwungen den Swift zu überarbeiten. In Japan schon Ende 1995 umgesetzt, erfolgte die Modellpflege bei Magyar Suzuki erst zum Jahresende 1996, nachdem der japanische Mutterkonzern angekündigt hatte, seine Swift-Exporte nach Europa vollständig einzustellen. Da in einigen Ländern durch den Import aus Japan bereits das überarbeitete Modell erhältlich war, aber man keinen technischen Rückschritt eingehen wollte, wurde das überarbeitete Modell nun auch im ungarischen Werk hergestellt. Daraufhin war der Suzuki Swift bis 2001 das meistverkaufte Auto in Ungarn.
1998 wurde mit der Einführung eines zertifizierten Umweltmanagementsystems nach ISO 14001 ein weiterer Schritt unternommen, dem schlechten Ruf der in Ungarn produzierten Autos entgegenzuwirken. Des Weiteren wurde mit General Motors eine Vereinbarung zur gemeinsamen Produktion eines Kleinstwagen getroffen.
Im neuen Jahrtausend nahm Magyar Suzuki dann die Produktion des neuen Wagon R+ auf, der entsprechend der Vereinbarung mit GM von 1998 im Badge-Engineering vom Band rollte. So wurde dieser auf den europäischen Märkten parallel dazu auch als Opel Agila angeboten. Einige Karosserieteile wie auch die Plattform produzierte Stellantis Polska für sein Schwestermodell im Werk Gleiwitz. Dort sind weitere Modellvarianten des Wagon R+ gebaut worden, die aber im Gegensatz ausschließlich aus Komponenten der Opel-Produktion bestehen.
Zur Jahrtausendwende fand eine Werkserweiterung statt, die die Produktion weiterer Pkw-Modelle ermöglichen sollte. Nach der Fertigstellung begann dort die Produktion des neuen Suzuki Ignis. Im Jahre 2002 folgte die neue Generation des Alto. Die zweite Generation des Ignis kam bereits Ende 2003 auf den Markt und sorgte ab 2004 insbesondere durch Teilnahmen an innereuropäischen Rallyes für Furore. Die Rennversion hörte auf den Namen Super 1600. Erst durch den Medienerfolg gelang es Suzuki die Massenproduktion des Modells aufzunehmen. Bei den technisch veralteten Modellen Swift und Justy hingegen war man in den letzten Jahren gezwungen, die Produktionszahlen zu senken. Subaru reagierte daraufhin mit der Übernahme des neuen Ignis als G3X Justy. Im September 2004 präsentierte dann auch Suzuki den neuen Swift, für den es aber nun kein Schwestermodell mehr gab. Die Markteinführung fand erst am 4. Februar 2005 statt. Die Neugestaltung der Produktpalette kostete rund 100 Milliarden Forint. Von Magyar Suzuki wird die Zeitspanne von 2003 bis 2005 deshalb als europäische Renaissance bezeichnet. Als größte Investition in der Wirtschaftsregion Mitteltransdanubien wurde das Unternehmen zudem mit dem Best-of-the-Region-Award ausgezeichnet.
Mit dem Suzuki SX4 produziert Magyar Suzuki seit Februar 2006 erstmals ein Freizeit-Fahrzeug. Für die neu aufgebaute Partnerschaft mit Fiat wird das Modell hier im Badge-Engineering auch als Fiat Sedici gebaut. Mit den beiden Modellen wurde der Ignis ersetzt. Zwei Monate später wurde die Montage des Alto in Europa eingestellt. Der Nachfolger wird seither im neu errichteten Manesar-Werk des indischen Automobilherstellers gebaut. Als Ersatz diente dafür die neue Generation des Justy. Bei diesem handelte es sich allerdings um einen Lizenzbau des japanischen Daihatsu Boon. Mit dem ungarischen Daihatsu-Modell führte Daihatsu den Modellnamen des Daihatsu Sirion weiter.
Im Sommer 2007 begann Magyar Suzuki mit der dritten Werkserweiterung, für die Investitionen in Höhe von 50 Milliarden Forint getätigt wurden. In diesem Teil des Werkes wird derzeit der Suzuki Splash und der Opel Agila gebaut. Teilezulieferer ist weiterhin das polnische Opel- bzw. GM-Werk. Die aktuelle Generation des Swift ist in Ungarn seit Sommer 2010 erhältlich.
Im Juli 2011 lief das zweimillionste Fahrzeug vom Band.
Magyar Suzuki verwendet als Herstellercode der Fahrzeug-Identifizierungsnummer das Kürzel TSM. Als Werkscode wird für das Werk in Esztergom der Buchstabe S an neunter Stelle verwendet. Fahrzeuge, bei denen dort der Buchstabe G zu finden ist, stammen aus polnischer Produktion des Gleiwitzer Stellantis-Werks.

## Produktionszahlen
| 1994   | 1996   | 1998   | 2000   | 2002   | 2003   | 2004   | 2006    | 2007    | 2008    | 2009    | 2012    | 2013    | 2014    | 2016    |
| ------ | ------ | ------ | ------ | ------ | ------ | ------ | ------- | ------- | ------- | ------- | ------- | ------- | ------- | ------- |
| 19.400 | 52.000 | 65.800 | 77.200 | 84.600 | 89.200 | 94.000 | 163.963 | 230.000 | 282.000 | 180.000 | 155.000 | 161.106 | 147.000 | 211.266 |